# علی‌آباد (زاقاتالا)
علی‌آباد (به لاتین: Əliabad) یک منطقه مسکونی در جمهوری آذربایجان است که در شهرستان زاقاتالا واقع شده است. علی‌آباد ۱۰۷۰۰ نفر جمعیت دارد و بیشتر ساکنان آن را مردم گرجی تشکیل می‌دهند.